# Retour au Klondike
Retour au Klondike est une histoire en bande dessinée de Carl Barks, publiée en 1953. Elle met en scène Balthazar Picsou avec ses neveux Donald Duck, Riri, Fifi et Loulou. Elle se déroule principalement au Klondike, dans le Yukon canadien. Barks crée dans cette histoire le personnage de Goldie O'Gilt.

## Synopsis
Picsou perd un peu la mémoire et doit prendre une pilule par jour au prix, prohibitif pour lui, de 10 cents l'unité. Mais, elles se révèlent efficaces : il se souvient avoir enterré de l'or sur son ancienne concession du Klondike, et aussi qu'une certaine Goldie lui doit de l'argent depuis le temps de la ruée vers l'or. Il décide de retourner dans le Klondike qui a fait sa richesse pour retrouver cette femme.
Arrivés par avion à Skagway, en Alaska (États-Unis), ils traversent le col Chilkoot et entrent au Canada. Ils parviennent une semaine plus tard à Whitehorse, au bord du fleuve Yukon. De là, ils prennent l'avion jusqu'à Dawson City, situé à la confluence de ce fleuve et de la rivière Klondike.
Sur place, ils découvrent que le Black Jack Saloon où travaillaient Goldie, l'Étoile du Klondike, a fermé et que la ville s'est dépeuplée depuis la fin de la ruée vers l'or. Puis, ils se rendent sur l'ancienne concession. Celle-ci a été récupérée par une vieille femme protégée par un ours.

## Fiche technique
- Histoire n°OS 456-02.
- Éditeur : Western Publishing.
- Titre en anglais : Back to the Klondike.
- Titre en français : Retour au Klondike.
- 32 planches.
- Auteur et dessinateur : Carl Barks.
- Première publication aux États-Unis: One Shots - Four Colours n°456 ou Uncle Scrooge n°2, mars 1953.
- Première publication en France : Les Belles Histoires de Walt Disney n°58, octobre 1953.
- Plusieurs séquences de l'histoire furent censurées par Western Publishing car jugées trop violentes : une séquence de quatre pages (les pages de 12 à 15 de l'histoire), ainsi que deux demi-pages (deuxième et troisième bandes de la page 16 et la troisième et quatrième de la page 20). Cela correspond à la scène ou Picsou force Goldie à travailler pour lui, ainsi que bagarre dans le saloon. Quatre pages et demi ont survécu et furent publiées en 1978. La dernière demi-page fut recrayonnée par Barks en 1981 et encrée par Daan Jippes en 1987. La version la plus complète à ce jour est publiée en France dans Picsou magazine n°311[2]. Barks expliqua que les responsables éditoriaux de la Western auraient jugé l'atmosphère de la salle de bar louche et violente et, surtout, n'auraient pas apprécié l'enlèvement de Goldie par Picsou[3].

## Cette histoire dans l'œuvre de Carl Barks
Carl Barks a déjà évoqué le passé de chercheur d'or de Picsou, notamment pendant la ruée vers l'or du Klondike dans l'histoire Pauvre vieil homme pauvre… (publiée en 1952). L'importance de Retour au Klondike est de raconter ce passé à travers un récit de Picsou. La relation de passion-haine avec Goldie est racontée depuis l'origine : le vol par Goldie de la pépite qui a rendu Picsou riche (the goose egg nugget en anglais, littéralement « œuf d'oie »), puis la punition de Picsou de la faire travailler sur sa concession.
Si l'avarice habituelle du personnage apparaît dans l'histoire au sujet du prix des pilules, la nouveauté provient des sentiments que Picsou montre à l'égard de Goldie, sentiments découverts par Donald dans la dernière planche.
Barks réalise cette histoire nostalgique de Picsou et Goldie sur les tables de différents motels de Los Angeles, qu'il habite temporairement après un divorce difficile et douloureux d'avec sa seconde femme, Clara Balken. Il est possible que la vie privée du bédéiste lui a inspiré la relation tumultueuse entre ses deux personnages.
En 1965, dans Au nord du Yukon, une de ses dernières histoires, Barks dévoile un autre épisode de la ruée vers l'or du Klondike : pour pouvoir y participer Picsou dut se faire prêter de l'argent par Soapy Slick.

## Conséquences chez les dessinateurs postérieurs
Les dessinateurs de la « branche italienne » vont préférer utiliser Brigitte McBridge en amoureuse régulièrement éconduite pour montrer une relation amoureuse autour de Picsou.
Aux États-Unis, par contre, le personnage de Goldie est utilisé dans la série animée la Bande à Picsou en 1987, dans la continuité de Retour au Klondike.
Don Rosa est souvent revenu sur le personnage de Goldie et sa relation avec Picsou à cause de la révélation que fut pour lui la découverte des pages censurées par Western Publishing en 1953 qui montrent le jeune et agressif Picsou des années de la ruée vers l'or. Dans sa biographie du « canard le plus riche du monde », la Jeunesse de Picsou, Don Rosa évoque évidemment Goldie. Le huitième épisode « l'Empereur du Klondike » raconte les événements précédents les souvenirs qu'évoquent Picsou dans Retour au Klondike. Celui-ci, alors âgé d'une trentaine d'années, arrive à Dawson en 1897. Cinq ans plus tard, il fait connaissance de Goldie, reine du saloon, danseuse explosive. Au sommet de ses facultés mentales et physiques, le jeune chercheur devient une figure quasi légendaire. Don Rosa le présente en une sorte de super-héros, en se basant sur des récits circulant encore dans ces régions, exagérations de la réalité après leur transmission par bouche à oreille au fil du temps. 
Les épisodes 8 bis la Prisonnière de la vallée de l'Agonie Blanche et les Deux Cœurs du Yukon racontent la suite et montrent explicitement les sentiments des deux canards. Don Rosa a imaginé ce qu'a fait Goldie de l'or découvert dans Retour au Klondike dans Dernier raid pour Dawson. Dans cet épisode, le bédéiste dessine une statue représentant le jeune Picsou brandissant sa fameuse pépite. Sa découverte, sur laquelle il va bâtir sa fortune, est l'occasion pour lui de méditer sur le fait que posséder des richesses n'est pas aussi amusant que l'effort à effectuer pour les rassembler. Par la suite, d'après Don Rosa qui se fonde sur les histoires de Barks, le canard quitte la région, tentant par la suite d'oublier le vide de sa vie affective dans le travail. En revanche, Goldie restera dans ce territoire toujours plus désolé et sauvage, où ne demeure que quelques traces de l'euphorie de la ruée.